# Los herederos
 Los herederos es una película argentina dramática de 1970 dirigida por David Stivel según su propio guion escrito en colaboración con Norma Aleandro. Es protagonizada por Norma Aleandro, Federico Luppi, Bárbara Mugica y Marilina Ross. Se estrenó el 18 de junio de 1970. Por este filme David Stivel fue seleccionado como candidato al Premio Oso de Oro en el Festival Internacional de Cine de Berlín de 1970.

## Sinopsis
Tres nietos deberán convivir en una vieja y valiosa casona que constituye su herencia.

## Reparto
- Norma Aleandro 	...	Maria Concepción
- Federico Luppi	...	Carlos
- Bárbara Mugica	...	Estela
- Marilina Ross
- Emilio Alfaro	...	Juanjo
- Carlos Carella	...	Raul
- Eduardo Pavlovsky
- Onofre Lovero
- Niní Gambier
- Lalo Hartich
- Alicia Bojacek
- Anita Barreiro
- Gloria Leyland
- Meme Vigo
- Anita Larronde

## Comentarios
La Nación escribió del filme:

”brillante ejercicio interpretativo.”

César Magrini dijo en El Cronista Comercial

”La principal falla de Los herederos radica…en su argumento…Una situación estirada hasta sus límites máximos .”

La revista Periscopio opinó:

”La historia es endeble y adolece de frecuentes salidas.Lo más importante de esta realización es la visualización de un sistema de trabajo…Un clima orgánico recorre el film, producto de la minuciosa preparación previa.”